# 9011 Angelou
9011 Angelou eller 1984 SU är en asteroid i huvudbältet som upptäcktes den 20 september 1984 av den tjeckiske astronomen Antonín Mrkos vid Kleť-observatoriet i Tjeckien. Den är uppkallad efter den amerikanska författaren Maya Angelou.